# José Francisco Belman González
José Francisco Belman (Màlaga, 16 de juny de 1971) és un futbolista andalús, ja retirat. Jugava de porter.

## Trajectòria
Belman es va formar a les categories inferiors del CD Malaga, jugant primer al seu filial, l'Atlético Malagueño, abans de saltar al primer equip el 1990. El 1991 va ser cedit al filial del Deportivo de La Corunya, el Fabril Deportivo, i al següent va passar a la Balompédica Linense.
El 1993 arriba a un club gran, el Reial Saragossa, en el qual compagina el primer equip amb el Saragossa B. Amb el primer equip debuta a la jornada 35 de la temporada 94/95, en un Saragossa 5 - Compostela 3. És l'únic partit que disputa eixa temporada. La 95/96 serà la seua campanya més reeixida, amb 11 partits a primera divisió, però a la següent Juanmi i Konrad li barren el pas i només hi participa en una ocasió.
La temporada 97/98 passa al Reial Valladolid, on no arriba a debutar en primera divisió i a l'any posterior marxa a l'Hèrcules d'Alacant, on milita dos anys.
L'any 2000 comença la seua trajectòria internacional, primer a la lliga anglesa, a les files del Gillingham FC i després a la portuguesa, en el CD Nacional. En el club de Madeira només hi juga cinc partits en sis anys i en finalitzar la lliga 07/08, Belman decideix penjar les botes.